# Fussballclub Blue Stars Zürich
Il Fussballclub Blue Stars Zürich è una società calcistica svizzera, con sede a Zurigo, capitale del cantone omonimo. Nella sua storia ha disputato 20 stagioni, di cui 19 consecutive (non disputa il massimo campionato nella stagione 1914-15) nella massima serie del campionato svizzero di calcio, tra la metà degli anni dieci e la metà degli anni trenta.
Fondato nel 1898, il club milita attualmente nella Seconda Lega, quinta divisione del campionato elvetico. La sua seconda squadra disputa il torneo di Quarta Lega, due categorie più in basso.

## Stagioni in massima serie
| Stagione | Competizione                | Piazzamento | Note                                                     |
| -------- | --------------------------- | ----------- | -------------------------------------------------------- |
| 1913-14  | Serie A - Girone Est        | 5°          |                                                          |
| 1915-16  | Serie A - Girone Est        | 7°          |                                                          |
| 1916-17  | Serie A - Girone Est        | 2°          |                                                          |
| 1917-18  | Serie A - Girone Est        | 7°          |                                                          |
| 1918-19  | Serie A - Girone Est        | 6°          |                                                          |
| 1919-20  | Serie A - Girone Est        | 8°          |                                                          |
| 1920-21  | Serie A - Girone Est        | 4°          |                                                          |
| 1921-22  | Serie A - Girone Est        | 1°          | Qualificato al girone finale - 3º classificato assoluto  |
| 1922-23  | Serie A - Girone Est        | 5°          |                                                          |
| 1923-24  | Serie A - Girone Est        | 9°          | Disputa spareggi salvezza: batte Oberwinterthur 2-0, 6-2 |
| 1924-25  | Serie A - Girone Est        | 6°          |                                                          |
| 1925-26  | Serie A - Girone Est        | 3°          |                                                          |
| 1926-27  | Serie A - Girone Est        | 8°          |                                                          |
| 1927-28  | Serie A - Girone Est        | 4°          |                                                          |
| 1928-29  | Serie A - Girone Est        | 3°          |                                                          |
| 1929-30  | Serie A - Girone Est        | 6°          |                                                          |
| 1930-31  | Prima Lega - Girone Est     | 2°          | Qualificato al girone finale - 4º classificato assoluto  |
| 1931-32  | Lega Nazionale A - Girone 2 | 6°          |                                                          |
| 1932-33  | Lega Nazionale A - Girone 2 | 6°          |                                                          |
| 1933-34  | Lega Nazionale A            | 15°         | Retrocesso in 1a Lega                                    |

## Palmarès

### Competizioni nazionali
- Serie B (Svizzera): 1

1912-1913
- Prima Lega: 1

1953-1954

### Altri piazzamenti
- Campionato svizzero:

Terzo posto: 1921-1922
- Challenge League:

Secondo posto: 1941-1942 (girone est)
Terzo posto: 1936-1937 (girone est)